# Volker Eckert
Volker Eckert (1. července 1959, Oelsnitz/Vogtl – 2. července 2007, Bayreuth) byl německý sériový vrah, který zavraždil 6 žen ve Východním Německu, Francii a Španělsku. Aktivní byl mezi lety 1974–2006. Byl usvědčen z 6 vražd, ale je předpoklad, že zavraždil dalších 9 žen, včetně žen z Itálie a Česka. Dne 2. července 2007 spáchal sebevraždu ve své cele v Bayreuthu.

## Život
Narodil se v roce 1959 v německém městě Olešnice nad Halštrovem. Jeho rodiče byli rozvedeni. Jeho matka pracovala jako zdravotní sestra. Měl dva sourozence. V 9 letech zjistil, že ho přitahují vlasy, experimentoval na panenkách své sestry. Žil v bavorském městě Hof.

## Vraždy
Dne 3. listopadu 2006 bylo v Katalánsku nalezeno tělo, které bylo přímo spojeno s Eckertem. V době vraždy se jeho kamion objevil na kamerách místa, kde byla nalezena mrtvá prostitutka. Dne 17. listopadu byl Kolíně nad Rýnem zatčen. V jeho kamionu bylo nalezeno mnoho fotografií s mrtvými ženami. První vraždu spáchal 7. května 1974 v Plavně, kdy prádelní šňůrou uškrtil svoji spolužačku. Policie smrt označila jako sebevraždu.
- 7. května 1974 zavraždil svoji spolužačku. Policií uzavřeno jako sebevražda[7]
- 25. června 2001 zavraždil prostitutku v Chermignac
- 9. října 2001 zavraždil prostitutku v Macanet de la Selva[8]
- v srpnu 2002 zavraždil prostitutku ze Sierry Leone v Troyes
- 5. září 2004 zavraždil prostitutku z Ghany ve městě Rezzato
- 1. března 2005 zavraždil ruskou prostitutku v Sant Sadurní d’Osormort
- 2. října 2006 zavraždil polskou prostitutku v Remeši
- 2. listopadu 2006 zavraždil těhotnou bulharskou prostitutku v Hostalrici[9]

Předpokládané další oběti jsou 3 ženy v Česku a jedna ve Francii.  

## V populární kultuře

### Dokuemnty
- World's Most Evil Killers – 3. díl

Podcasty
- Tatort Deutschland: Volker Eckert: Der Brummi-Killer
- What Makes a Killer S1 Ep12: Volker Eckert